# Глоговек
Глого̀век или Глогу̀век (на полски: Głogówek; на немски: Oberglogau; на чешки: Horní Hlohov; на латински: Glogovia minor) е град в Южна Полша, Ополско войводство, Пруднишки окръг. Административен център е на градско-селската Глоговешка община. Заема площ от 22,06 км2.

## Население
Според данни от полската Централна статистическа служба, към 1 януари 2014 г. населението на града възлиза на 5 770 души. Гъстотата е 262 души/км2.

## Побратимени градове
- Особляха, Чехия
- Райтберг, Германия
- Вбрно под Прадедем, Чехия